# Nimses
Nimses — украинская социальная сеть для мобильных платформ Android и Apple iOS, Это бесплатное геолокационное мобильное приложение, которое доступно для скачивания из Google Play и App Store с февраля 2017.
Взаимодействия внутри приложения Nimses основаны на виртуальной валюте. По словам разработчиков Nimses позволяет создавать, фиксировать, сохранять и накапливать прожитое человеком время в его цифровом эквиваленте, выраженом в нимах. Приложение в режиме реального времени показывает всех зарегистрированных пользователей, находящихся в географической близости друг к другу.
По данным разработчиков, социальная сеть уже прошла порог в 4 миллиона пользователей..